# Toronto Maple Leafs
Toronto Maple Leafs er et professionelt ishockeyhold der spiller i den bedste nordamerikanske række NHL. Klubben spiller sine hjemmekampe i Air Canada Centre i Toronto, Ontario, Canada. Klubben blev stiftet i 1917 under navnet Toronto Arenas og fik sit nuværende navn i 1927. Klubben regnes for at være et af de såkaldte 'Oprindelige seks', (Original Six). Original six er Toronto, Boston, Chicago, New York Rangers, Detroit og Montreal.
Klubben har vundet Stanley Cuppen i alt 13 gange, senest i 1967.

## Nuværende spillertrup
Pr. 22. februar 2009.
Målmænd
- ??  Jonas Gustavsson
- 35  Jean-Sebastien Giguere

Backer
- 2  Luke Schenn
- 4  Jeff Finger
- 7  Ian White
- 15  Tomas Kaberle – A
- 23  Brett Lebda
- 3  Dion Phaneuf
- 36  Carl Gunnarsson
- 59  Jaime Sifers
- --  Francois Beauchemin
- --  Mike Komisarek
- --  Garnet Exelby

Forwards
- 9  Niklas Hagman
- 10  Brad May
- 12  Lee Stempniak
- 14  Matt Stajan
- --  Christian Hanson
- --  Jamal Mayers
- 22  Boyd Devereaux
- 23  Alexei Ponikarovsky
- 39  John Mitchell
- 41  Nikolai Kulemin
- 55  Jason Blake
- 84  Mikhail Grabovski
- --  Tyler Bozak

## 'Fredede' numre
- 5 Bill Barilko, D, 1947-51
- 6 Ace Bailey, LW, 1926-33
- 99 Wayne Gretzky Nummer fredet i hele NHL 6. februar, 2000

Det er klubbens politik kun at frede numre for spillere, hvis karriere blev stoppet i utide pga. alvorlige skader eller lignende, samt spillere, der har ydet en stor indsats for klubben. Dette er tilfældet både for Barilko – som døde i en flyulykke – og for Bailey, som måtte stoppe karrieren, efter han fik en alvorlig skade efter en tackling.

### Hædrede numre
I 1993 begyndte man desuden at hædre udvalgte spillere ved at hædre deres nummer, men samtidig tillade nuværende spillere at anvende nummeret og derved lægge yderligere historie til det pågældende nummer.
- 1 Turk Broda, G, 1937-52; hædret 11. marts, 1995.
- 1 Johnny Bower, G, 1959-70; hædret 11. marts, 1995.
- 4 Clarence "Hap" Day, D, 1927-37; træner, 1940-50; General Manager, 1957-58; hædret 4. oktober, 2006.
- 4 Leonard "Red" Kelly, D, 1961-67; træner, 1973-77; hædret 4. oktober, 2006.
- 7 King Clancy, D, 1931-37; træner, 1953-56; hædret 21. november, 1995.
- 7 Tim Horton, D, 1950-70; hædret 21. november, 1995.
- 9 Charlie Conacher, RW, 1930-38; hædret 28. februar, 1998.
- 9 Ted Kennedy, C, 1943-57; hædret 3. oktober, 1993.
- 10 Syl Apps, C, 1937-48; hædret 3. oktober, 1993.
- 10 George Armstrong, 1950-71; træner, 1988-89; hædret 28. februar, 1998.
- 21 Börje Salming, D, 1973-89; hædret 4. oktober, 2006.
- 27 Frank Mahovlich, LW, 1957-68; hædret 3. oktober, 2001.
- 27 Darryl Sittler, C, 1970-82; hædret 8. februar, 2003.